# 美国联邦第七巡回上诉法院
美国联邦第七巡回上诉法院（引用时缩写为7th Cir.）是美国的13个联邦上诉法院之一。其对以下美国联邦地区法院拥有上诉管辖权：
- 美国伊利诺伊中区联邦地区法院
- 美国伊利诺伊北区联邦地区法院
- 美国伊利诺伊南区联邦地区法院
- 美国印第安纳北区联邦地区法院
- 美国印第安纳南区联邦地区法院
- 美国威斯康辛东区联邦地区法院
- 美国威斯康辛西区联邦地区法院

第七巡回上诉法院有10位现任法官，大都位于伊利诺伊州芝加哥，其中最著名的是两位对美国法律产生重大影响的法官，Frank H. Easterbrook 和 理查德·A·波斯纳。

## 外部連結
- United States Court of Appeals for the Seventh Circuit （页面存档备份，存于）
- Recent opinions from FindLaw （页面存档备份，存于）
- Official wiki of the United States Court of Appeals for the Seventh Circuit — Launched April 18, 2007
- The Seventh Circuit Review

template:United States courts of appeals judges
template:United States 7th Circuit district judges
template:United States 7th Circuit senior district judges